# Haemaphysalis xinjiangensis
Haemaphysalis xinjiangensis är en fästingart som beskrevs av Teng 1980. Haemaphysalis xinjiangensis ingår i släktet Haemaphysalis och familjen hårda fästingar. Inga underarter finns listade i Catalogue of Life.